# Ma'aleh Hashalom
Ma'aleh Hashalom (en hébreu מעלה השלום, traduit par Ascension de la paix), également appelée Route du pape (en hébreu כביש האַפִּיפְיוֹר, Kevish ha-Apifior), est une rue de Jérusalem, en Israël . 

## Situation
Ma'aleh Hashalom relie la route 60 à Ma'alot Ir David où elle devient Derech ha-Ofel. Elle longe la bordure sud de la vieille ville et arrive sur la Porte des Maghrébins où se trouve l'entrée du quartier juif . Elle côtoie également le cimetière protestant du mont Sion et les cimetières catholiques. Elle est parallèle au Mont du Temple. Bien qu'elle soit hors des murs de la vieille ville d’aujourd’hui, la route est considérée comme se trouvant à l’intérieur de la Jérusalem historique sanctifiée.

## Historique
Avant 1964, le chemin menant au mont Sion était un étroit chemin de terre. Cette année-là, le pape Paul VI envisageait de se rendre à Jérusalem et, en son honneur, les Jordaniens autorisèrent l’élargissement et la mise en place d’une route appropriée permettant de conduire le pape au Cénacle ,,,.

## Galerie

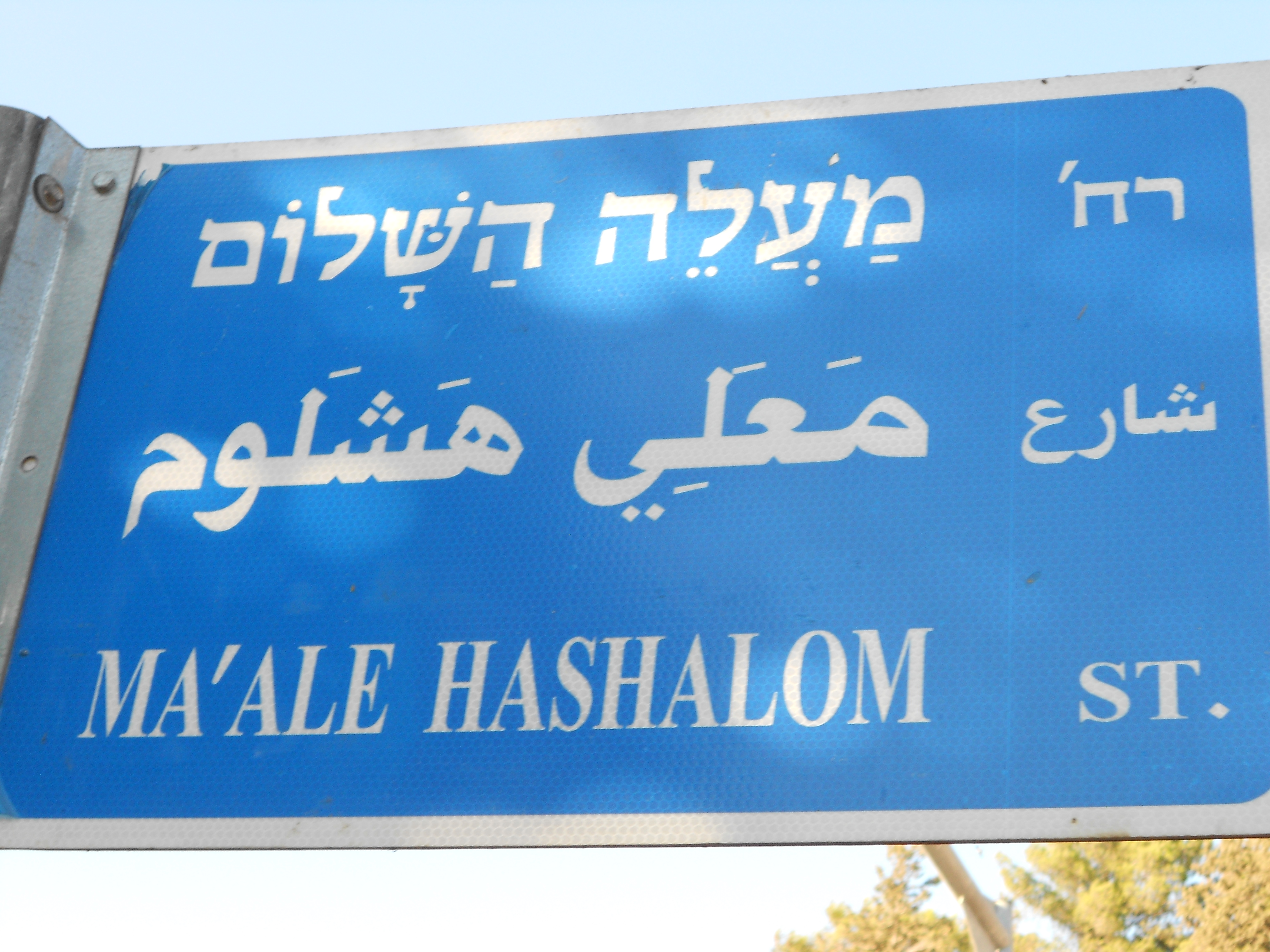
Un panneau trilingue de la rue
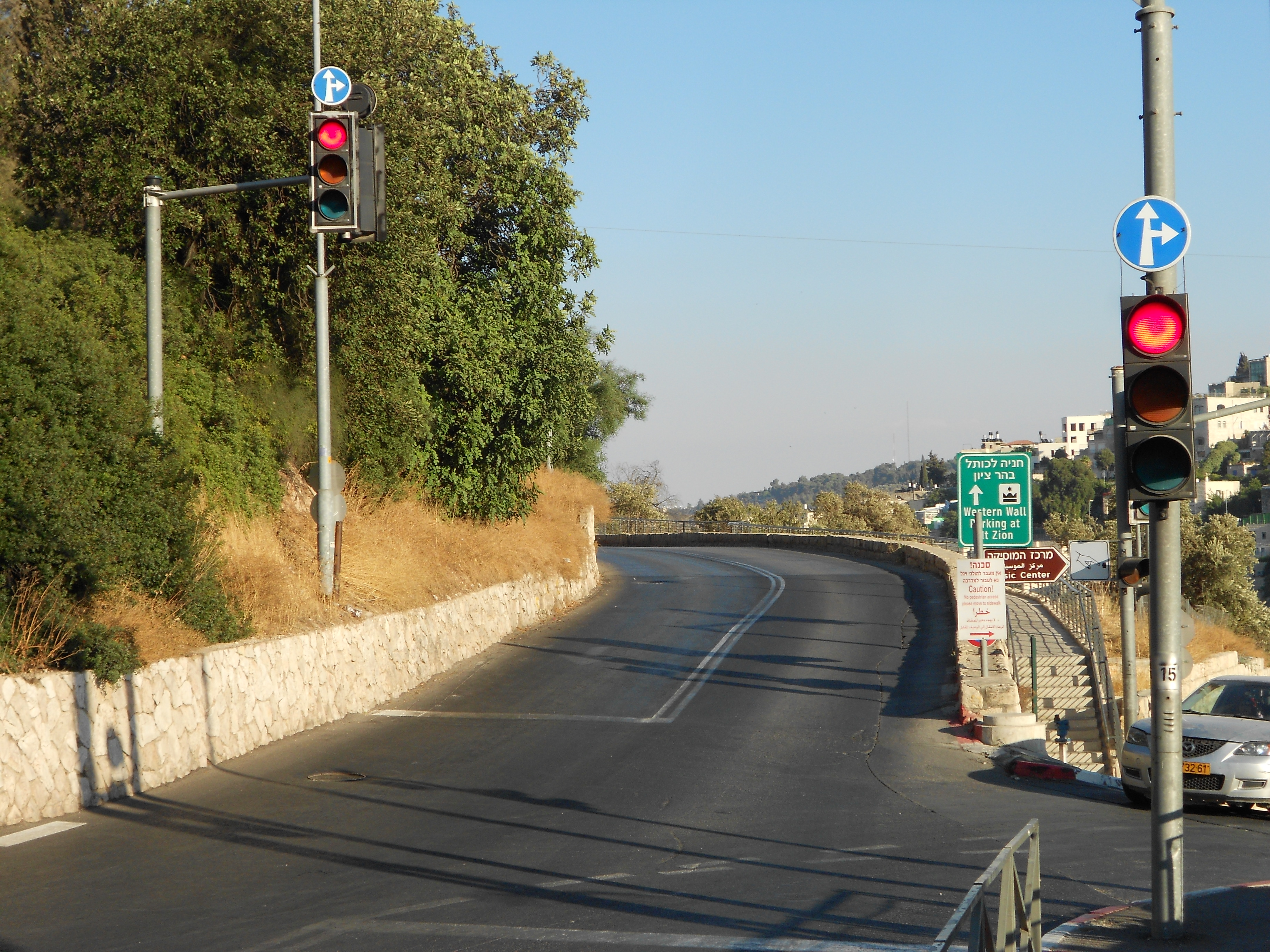
Au croisement de l'autoroute 60
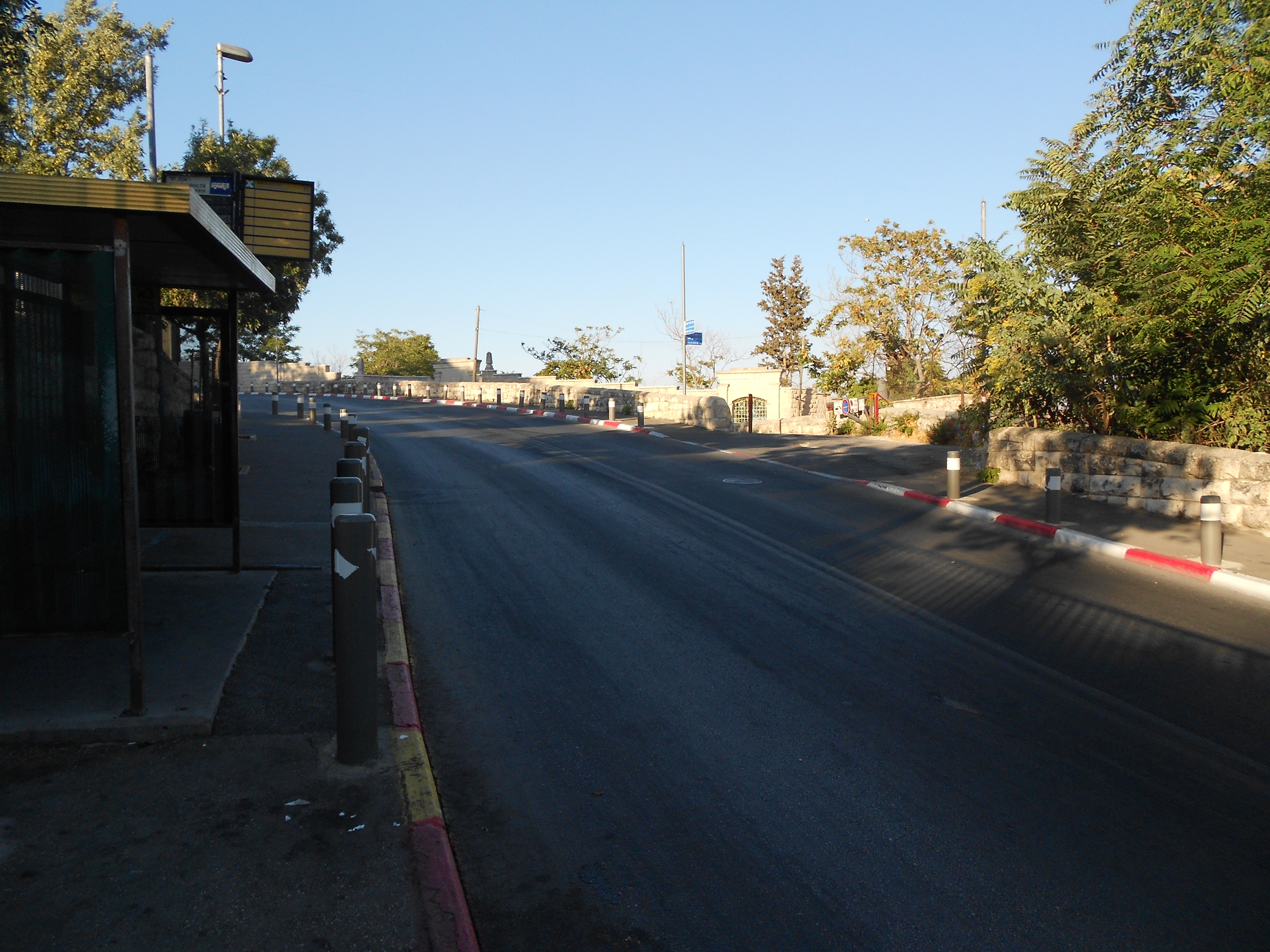
La station de bus
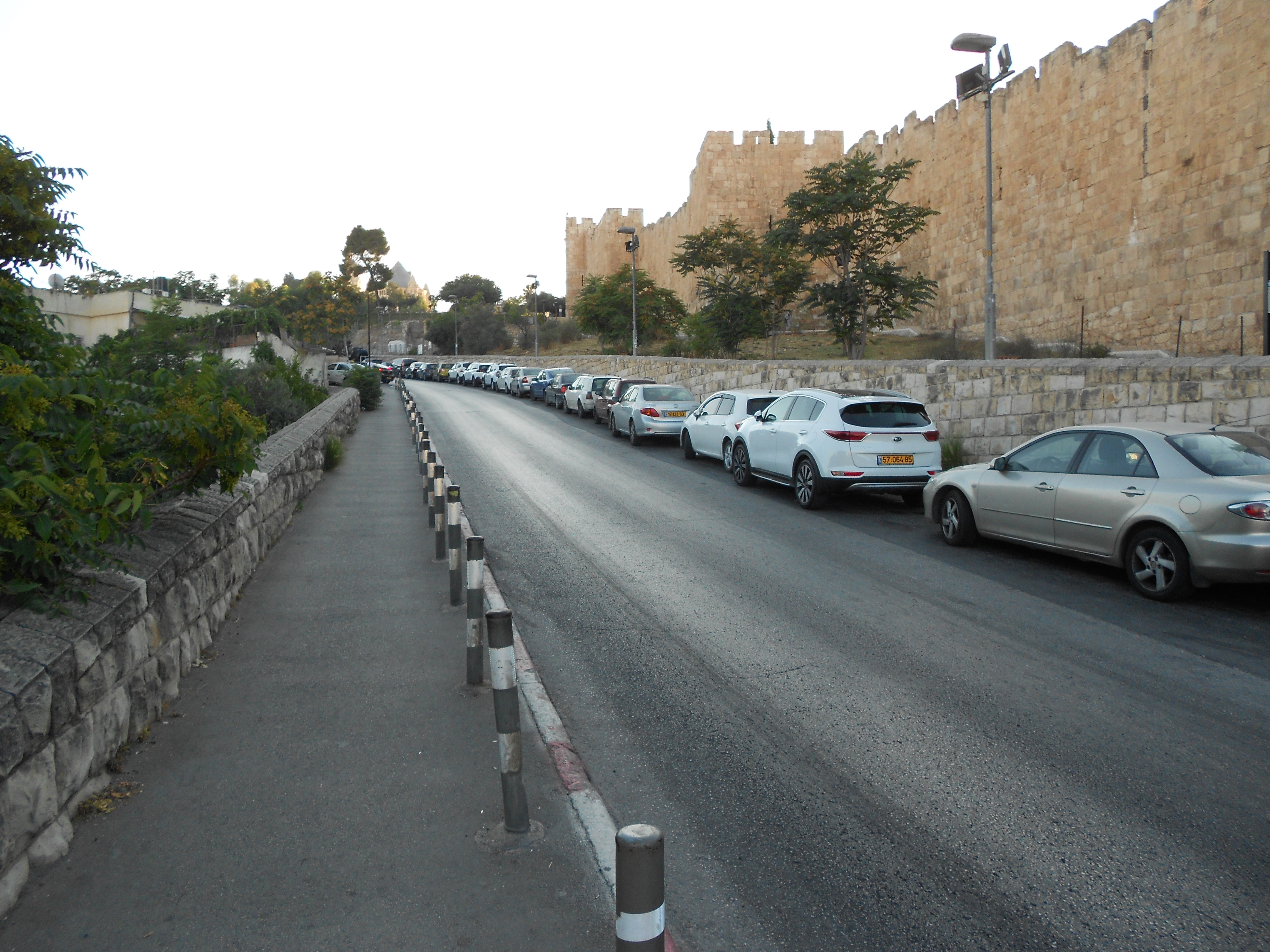
Le long des remparts de la Vieille ville